# Port-Cros
Port-Cros (französisch Île de Port-Cros) ist eine der drei Hauptinseln der im Mittelmeer gelegenen Inselgruppe Îles d’Hyères (deutsch Hyèrische Inseln). Die Inseln gehören zu Frankreich, und liegen nur wenige Kilometer vor der südfranzösischen Küste (Côte d’Azur). Die gesamte Insel ist Teil des Nationalparks Port-Cros.

## Geschichte
Als Anfang der 1920er-Jahre die Schönheit und Natur der Insel von einer intensiven Hotelbebauung bedroht war, überschrieb die Eigentümerfamilie die Insel dem französischen Staat unter der Auflage, hier einen Nationalpark zu realisieren und diesen für alle Zeiten auch zu unterhalten. Im Jahr 1978 wurde vor dem Strand La Palud der erste Unterwasserlehrpfad Frankreichs eingerichtet.
Hier verbrachten einst Künstler wie Paul Valéry oder André Gide ihre Sommerfrische. Heute ist der ehemalige Herrensitz – Maison d’Hélène, jetzt Manoir de Port-Cros – eines der wenigen Hotels der Insel. Der ehemalige französische Präsident François Mitterrand kam wiederholt auf diese Insel – einmal mit dem damals amtierenden Bundeskanzler Helmut Kohl.

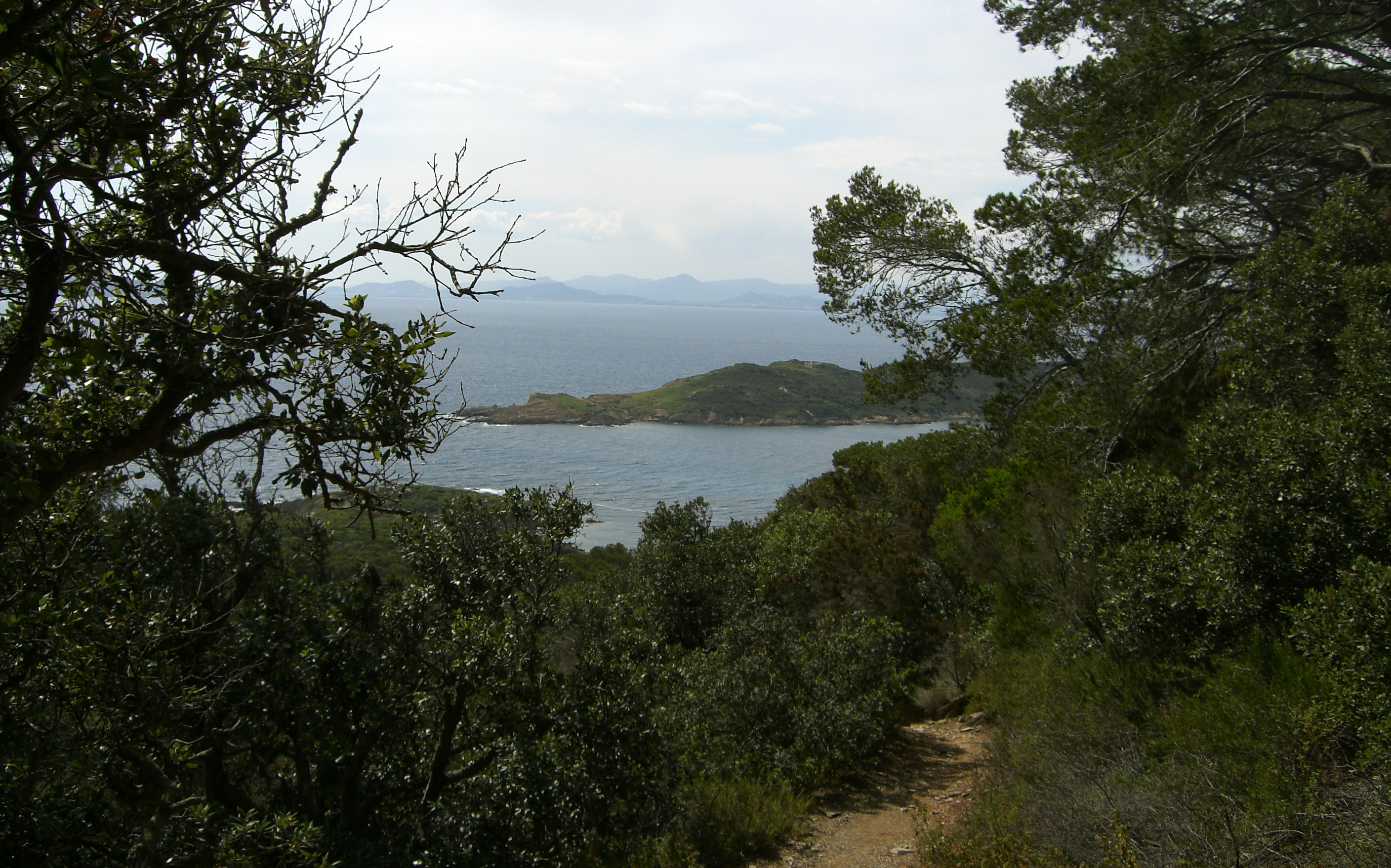
Nationalpark Port-Cros
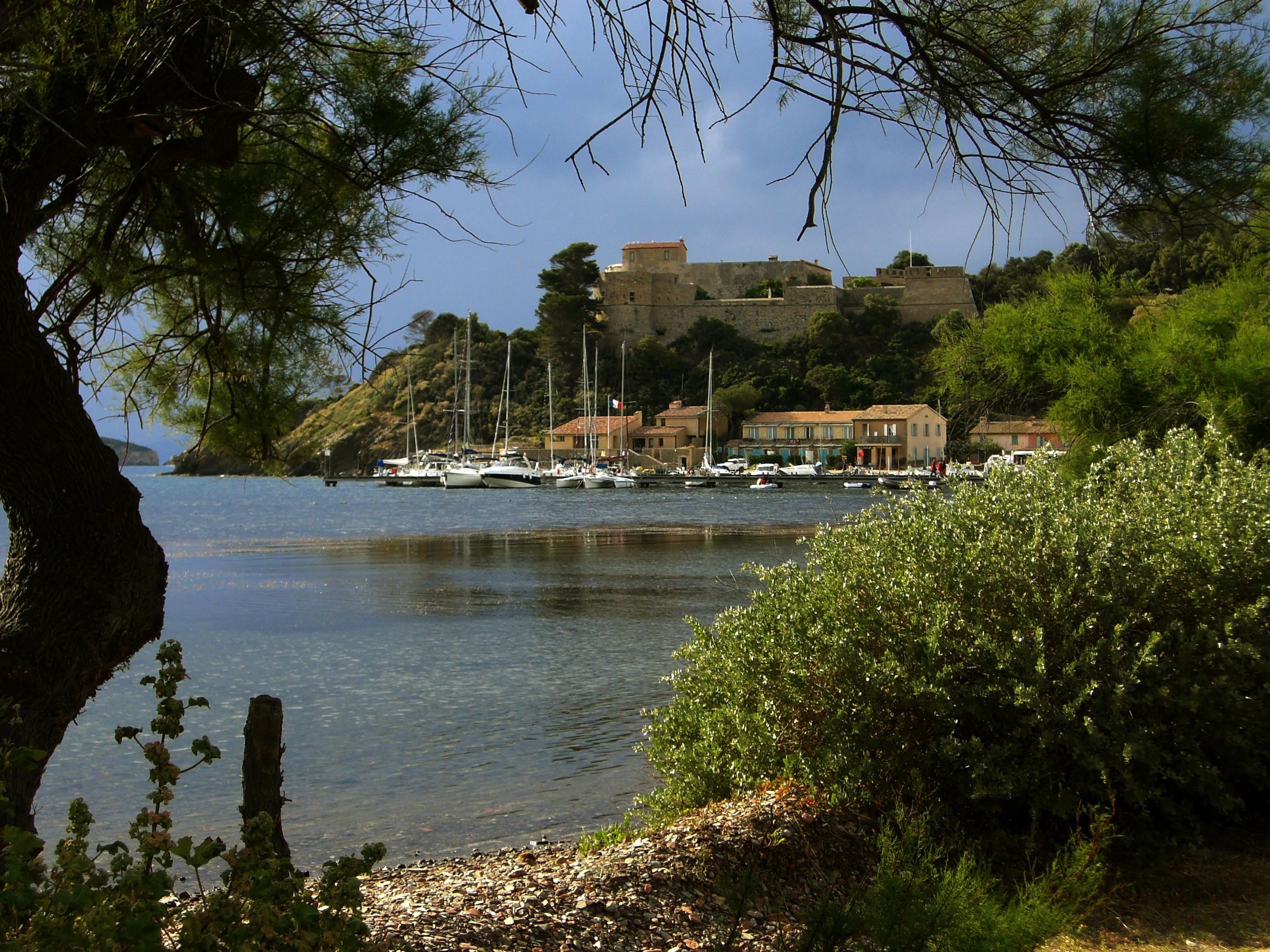
Der Hafen und die ehemalige Festung von Port-Cros
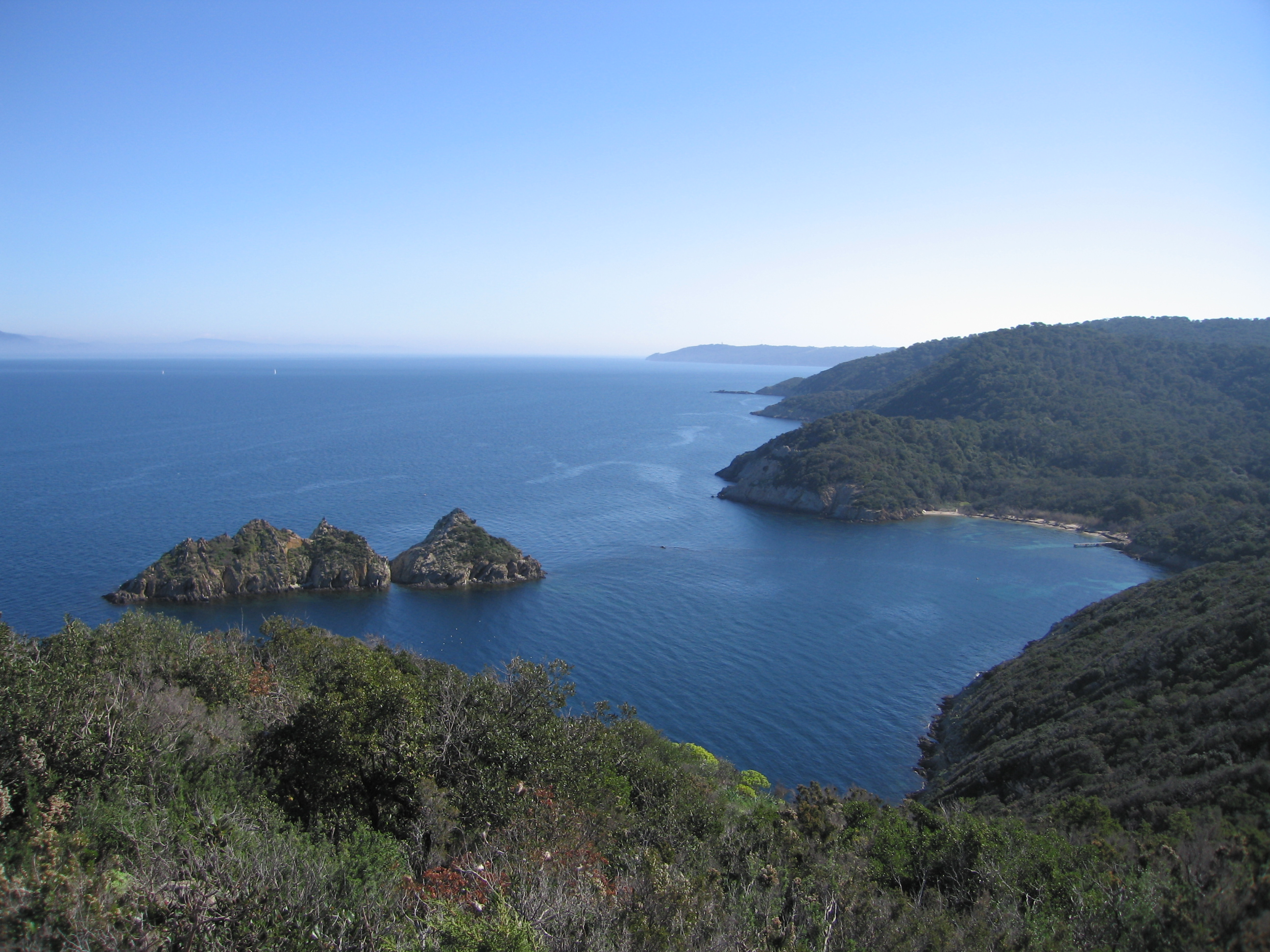
Der Strand Plage de la Palud und Rascas-Felsen
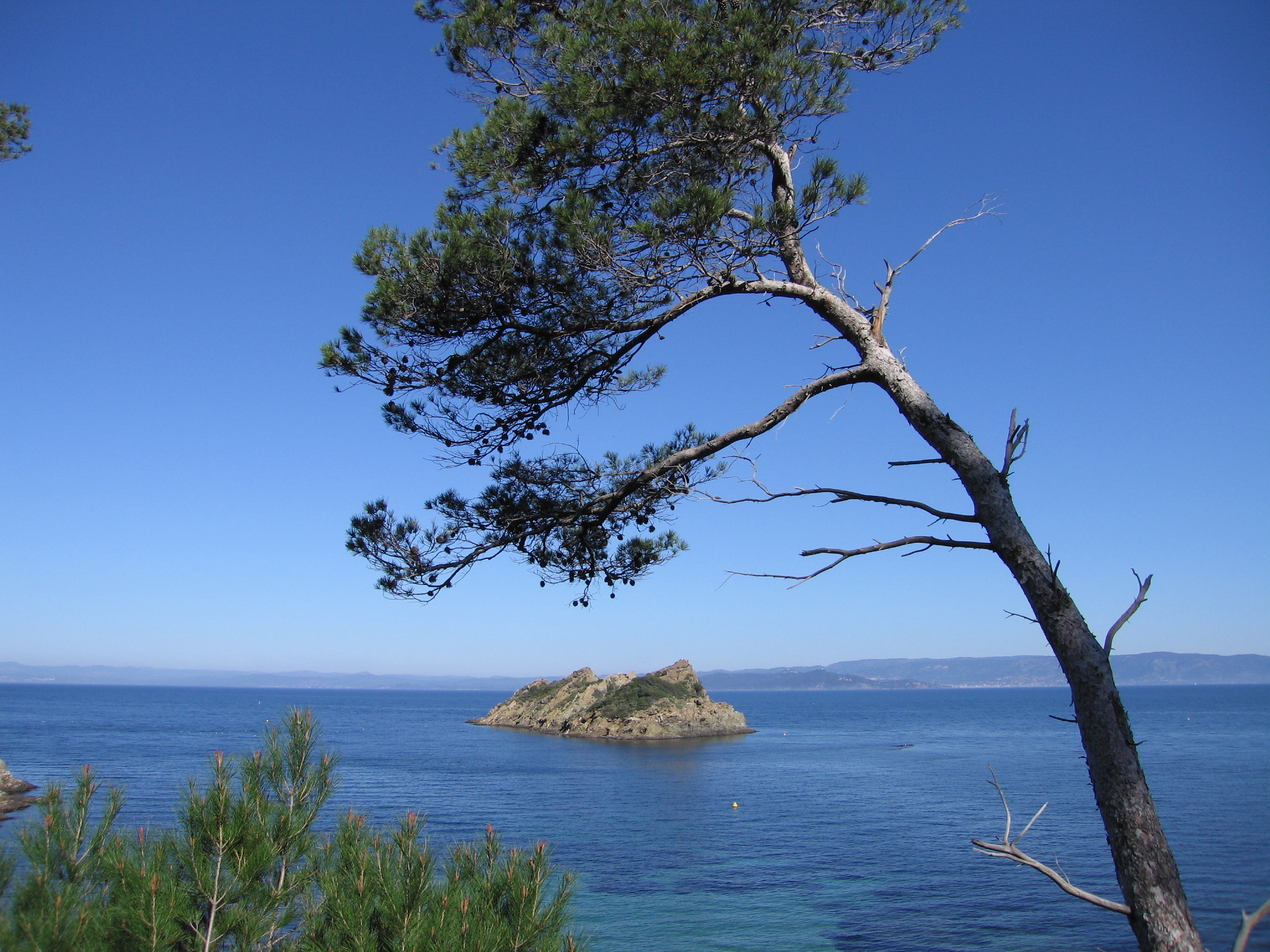
Rascas-Felsen

## Dokumentation
- Fragile Schönheit Mittelmeer – Das Wunder von Port-Cros. Regie: Thierry Ragobert, Produktion: Eclectic, ARTE, Frankreich, 44 Minuten, 2023